# 56 Baza Lotnicza

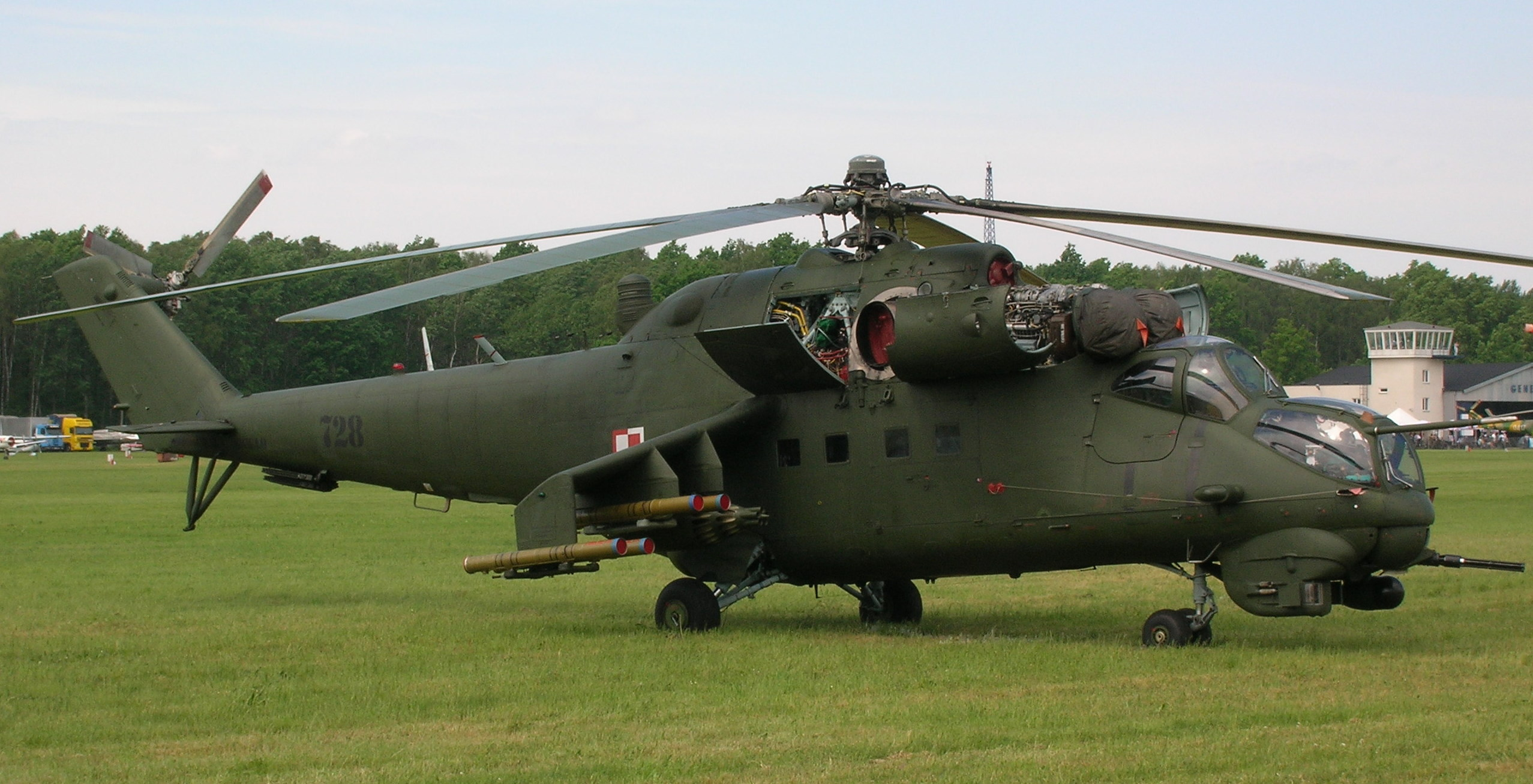
Mi-24W

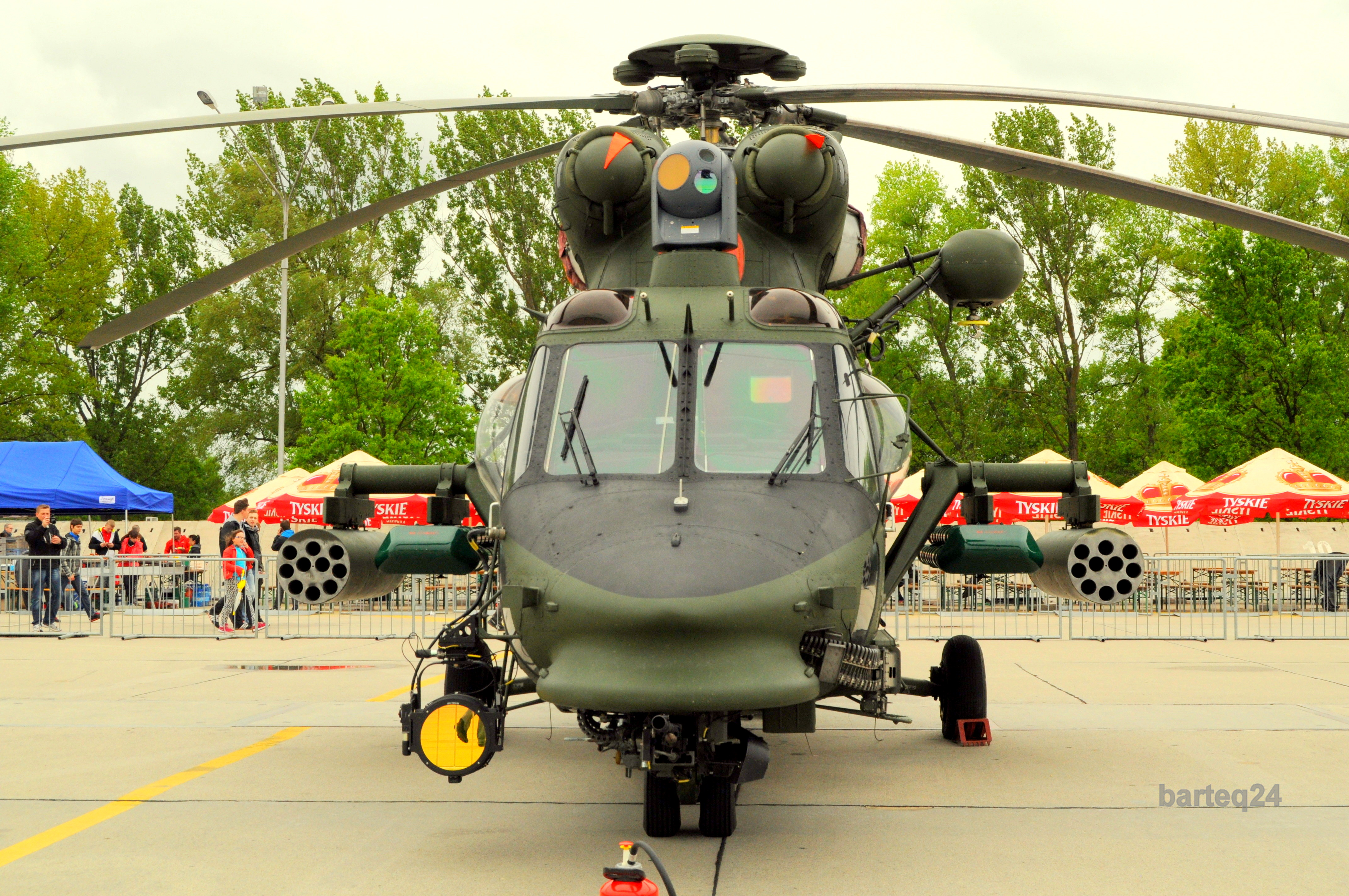
W-3PL Głuszec

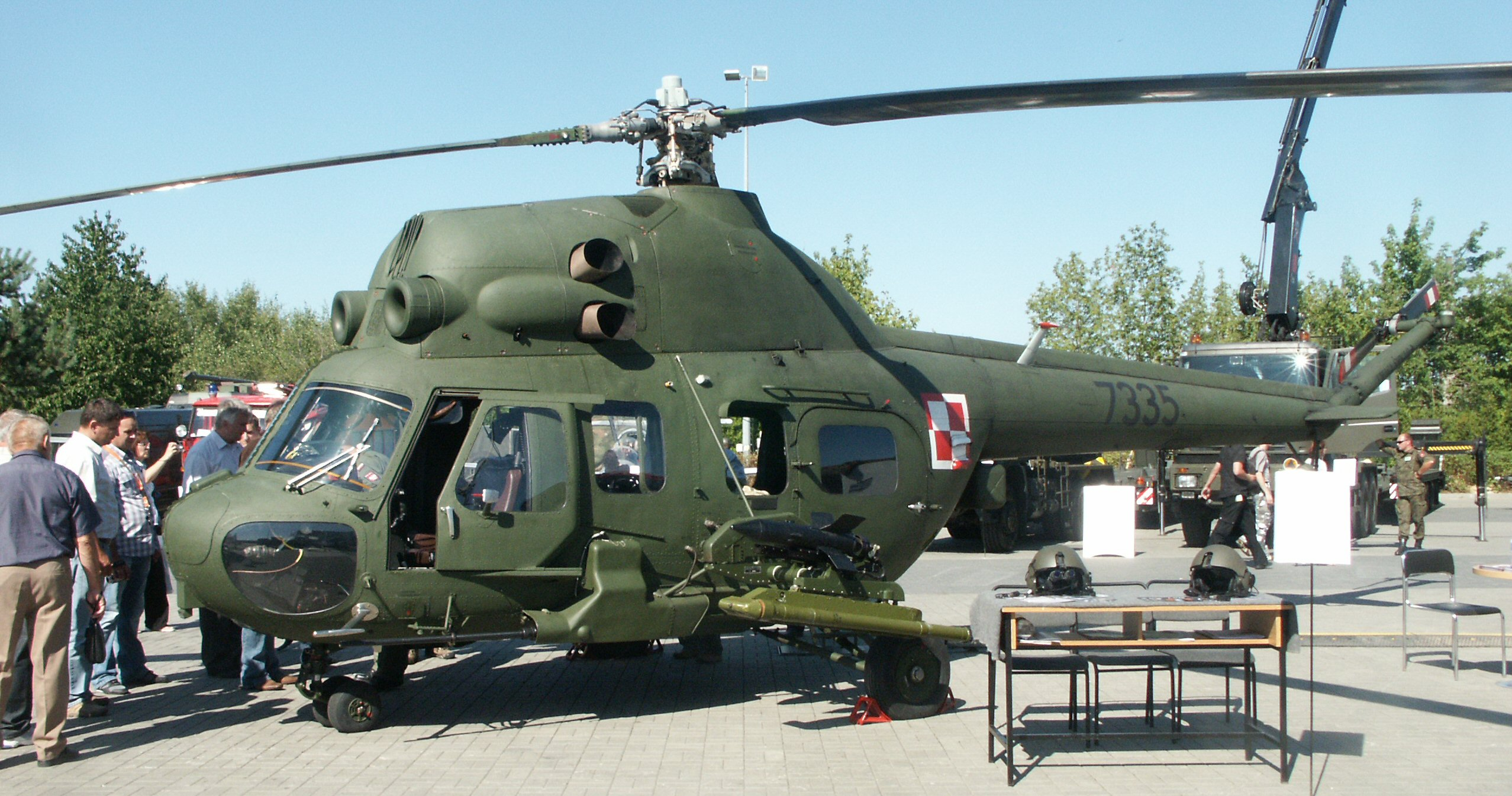
Mi-2URP-G

56 Baza Lotnicza (56 BLot) – wojskowa baza lotnicza zlokalizowana w Inowrocławiu przy ul. Jacewskiej, z lotniskiem na północny wschód od Inowrocławia w Latkowie, sformowana 1 stycznia 2012 w oparciu o zlikwidowany 56 Kujawski Pułk Śmigłowców Bojowych.

## Tradycje
Decyzją Nr 497/MON Ministra Obrony Narodowej z 20 grudnia 2011 ustalono, że 56 Baza Lotnicza:
- przejmuje i z honorem kultywuje dziedzictwo tradycji:
  - 48 Pułku Lotnictwa Myśliwsko-Szturmowego (1952-1962);
  - 56 Pułku Lotniczego (1963-1973);
  - 56 Pułku Lotnictwa Wojsk Lądowych (1973-1982);
  - 56 Pułku Śmigłowców Bojowych (1982-1996);
  - 56 Kujawskiego Pułku Śmigłowców Bojowych (1996-2011);
- przejmuje sztandar rozformowanego 56 Kujawskiego Pułku Śmigłowców Bojowych;

oraz ustanowiono doroczne święto 56 Bazy Lotniczej w dniu 18 maja.
Decyzją Nr 454/MON z dnia 17 listopada 2014. roku w bazie wprowadzono odznakę pamiątkową oraz oznakę rozpoznawczą.

Insygnia
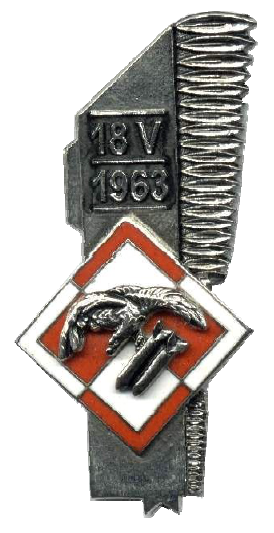
Odznaka pamiątkowa
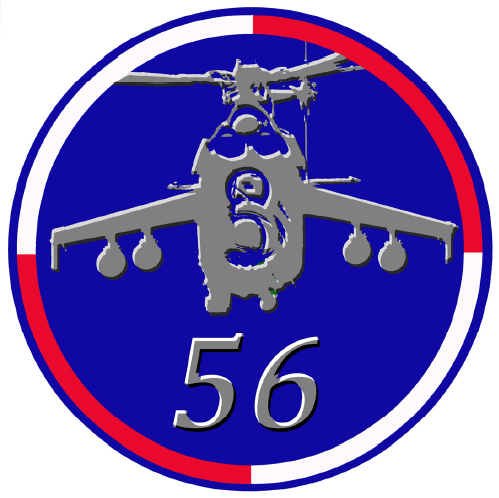
Oznaka rozpoznawcza na mundur wyjściowy
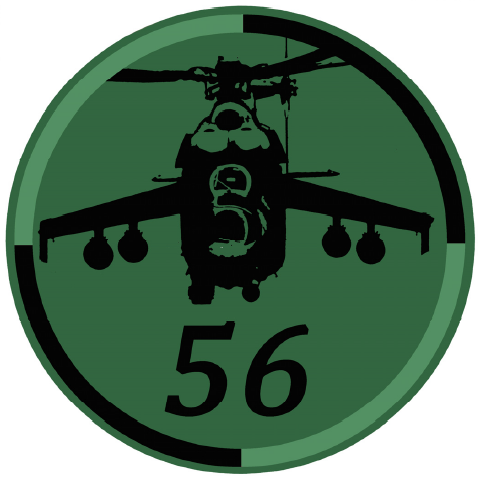
Oznaka rozpoznawcza na mundur polowy

## Uzbrojenie
- śmigłowce Mi-2, Mi-24 i W-3PL Głuszec[3]
- 8 śmigłowców AH-64D Apache, leasingowanych od Armii USA. Będą one na wyposażeniu bazy do czasu dostarczenia zamówionych przez Polskę AH64-E[4]

## Dowódcy
- płk pil. Andrzej Pawłowski (1 stycznia 2012 – 31 stycznia 2013)
- płk Zbigniew Musiał (1 lutego 2013[5] – 28 listopada 2017)
- cz.p.o. ppłk Cezary Trybański[6].(29 listopada 2017 - 1 marca 2018)
- płk pil. Krzysztof Zwoliński (2 marca 2018[7] - 28 kwietnia 2022)
- płk pil. Mateusz Szymański (od 29 kwietnia 2022[8])